# 1,2-Dihloropropan
1,2-Dihloropropan je organsko jedinjenje koje se klasifikuje kao organohlorid. On je bezbojna, zapaljiva tečnost, koja se dobija kao nusproizvod pri proizvodnji epihlorohidrina.

## Upotreba
1,2-Dihloropropan je intermedijar u produkciji perhloroetilena i drugih hlorisanih hemikalija. On se nekad koristio kao fumigant zemljišta, hemijski intermedijer, kao i industrijski rastvarač u sredstvima za skidanje boje i lakovima ali su neke od tih upotreba prekinute.